# Shin Jinseo
Shin Jinseo (hangeul : 신진서 est un joueur de go professionnel coréen né le 17 mars 2000. Début 2021, il est le joueur avec le classement ELO le plus élevé du monde.

## Carrière
Shin est devenu professionnel en 2012 et a été promu 9e dan en 2018.
Il a remporté plusieurs titres internationaux majeurs, la coupe LG en 2020 et 2022, la coupe Chunlan en 2021, ainsi que la coupe Samsung en 2022. En 2023, il remporte son cinquième titre majeur, la Coupe Ing.